# Hrvatski vojnik
Hrvatski vojnik je prvi hrvatski vojnostručni časopis koji je s izlaženjem počeo u studenomu 1991. godine, a prvi hrvatski vojni list je Gardist, koji je uređivao Mladen Pavković. 
Pred kraj Domovinskoga rata, u svibnju 1995. godine, dvotjednik Hrvatski vojnik prerasta u vojnostručni časopis koji je izlazio jednom mjesečno, a kao informativno-obrazovni časopis izlazi tjednik Velebit.
Odgovarajući zahtjevima vremena tjednik Velebit je 2000. godine preimenovan u tjednik Obrana, pri čemu je napravljen redizajn časopisa te je pokrenuto mnoštvo novih rubrika, dok je mjesečnik Hrvatski vojnik nastavio izlaziti istim tempom do listopada 2004. godine kada su se ta dva časopisa ujedinila ponovno pod zajedničkim nazivom Hrvatski vojnik, koji izlazi jednom tjedno.
Od 2001. godine Hrvatski vojnik je i član Europskoga udruženja vojnih novinara (EMPA).

## Vanjske poveznice
- Hrvatski vojnik Hrvatska tehnička enciklopedija, portal hrvatske tehničke baštine. LZMK

- Hrvatski vojnik, pismohrana brojeva